# Wu Li-chuan
Wu Li-chuan (ur. 22 lipca 1971) – tajwańska zapaśniczka w stylu wolnym. Cztery razy brała udział w mistrzostwach świata, zajęła dziewiąte miejsce w 2000. Piąte miejsce na igrzyskach azjatyckich w 2006. Zdobyła srebrny medal na mistrzostwach Azji w 2006 i dwa brązowe, w 1997 i 1999 roku.